# فابریزیو روموندینی
فابریزیو روموندینی (انگلیسی: Fabrizio Romondini؛ زادهٔ ۲۴ آوریل ۱۹۷۷) بازیکن فوتبال اهل ایتالیا است.
از باشگاه‌هایی که در آن بازی کرده‌است می‌توان به باشگاه فوتبال اسپتزیا، باشگاه فوتبال سالرنیتانا، باشگاه فوتبال آ.اس. رم، باشگاه فوتبال آلباسته بالومپیه، باشگاه فوتبال ونتزیا، باشگاه فوتبال پیستویزه، باشگاه فوتبال پادوا، باشگاه فوتبال آولینو، و باشگاه فوتبال یو. اس. پرگولیتزه اشاره کرد.